# 휴버트 패리

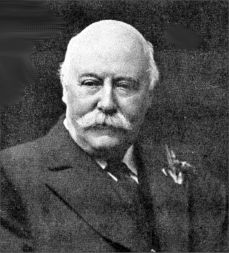
휴버트 패리 (1916년)

찰스 휴버트 헤이스팅스 패리 경(영어: Sir Charles Hubert Hastings Parry, 1848년 2월 27일 ~ 1918년 10월 7일)은 영국의 작곡가, 음악사학자이다.
패리의 첫 주요 작품들은 1880년에 등장했다. 작곡가로서 그는 1902년 대관식 국가인 〈나는 기쁘다네〉를 위한 합창곡 〈예루살렘〉과 합창곡과 관현악단인 《Blest Pair of Sirens》 그리고 〈Dear Lord and Father of Mankind〉을 작곡한 찬송가곡 "렙톤"으로 가장 잘 알려져 있다. 그의 관현악곡은 5개의 교향곡과 일련의 교향곡 변주곡들을 포함하고 있다. 그는 또한 뉴펀들랜드주, 뉴펀들랜드 래브라도주의 국가 (그리고 이전의 국가)를 위한 음악을 작곡했다.
아버지의 명령에 따라 보험업에 종사하려는 초기 시도 후에, 패리는 조지 그로브에 의해 처음 취임하였고, 처음에는 1870년대와 80년대에 《그로브 음악사전》에 기여하였고, 그 후 1883년에 왕립음악대학의 작곡과 음악사 교수가 되었다. 1895년 패리는 그로브의 뒤를 이어 대학 총장이 되었고, 남은 생애 동안 그 자리에 남았다. 그는 동시에 1900년부터 1908년까지 옥스퍼드 대학교의 음악 교수였다. 그는 음악과 음악 역사에 관한 몇 권의 책을 썼는데, 그 중 가장 잘 알려진 것은 1909년 요한 제바스티안 바흐에 대한 그의 연구일 것이다.
그의 생애와 이후, 패리의 명성과 비판적 지위는 다양해졌다. 그의 학문적 의무는 상당했고 그가 작곡에 모든 정력을 쏟는 것을 막았지만, 찰스 빌리어스 스탠포드 같은 동시대 사람들은 그를 헨리 퍼셀 이후 최고의 영국 작곡가로 평가했고, 프레더릭 딜리어스와 같은 다른 사람들은 그렇지 않았다. 이와는 대조적으로, 패리가 후기 작곡가에 끼친 영향은 널리 알려져 있다. 에드워드 엘가는 패리의 그루브 사전 기사에서 많은 기술을 배웠으며, 로열 칼리지에서 패리를 사사한 사람들로는 레이프 본 윌리엄스, 거스테이브 홀스트, 프랭크 브리지, 존 아일랜드 등이 있다.

## 생애
휴버트 패리는 본머스 리치먼드힐에서 태어났으며, 본머스의 토머스 갬비어 패리(Thomas Gambier Parry, 1816년 ~ 1888년)와 그의 첫 번째 아내 이사벨라네 피네스클린턴 (1816년 ~ 1848년)의 막내로 태어났다. 리차드 패리와 메리 패리의 아들인 갬비어 패리는 다섯 살 때 고아가 되었고, 그의 외가들에 의해 자라났으며, 그들의 이름을 갬비어라고 그의 성의 일부로 채택했다. 그의 할아버지 토머스 패리 (1816년 사망한 동인도 회사의 이사)로부터 막대한 부를 물려받은 갬비어 패리는 하이남 법원에서 시골 좌석을 살 수 있었다. 하이남 법원에서, 세번 강 근처에, 그리고 글로스터에서 서쪽으로 2마일 떨어진 곳에 있는 17세기 주택이었다.